# Paul Frantz (Radsportler)
Paul Frantz (* 4. Juli 1915 in Mamer; † 12. November 1995 ebenda) war ein luxemburgischer Radrennfahrer und nationaler Meister im Radsport.

## Sportliche Laufbahn
Frantz war Teilnehmer der Olympischen Sommerspiele 1936 in Berlin. Beim Sieg von Robert Charpentier im olympischen Straßenrennen schied er aus. Die Mannschaft Luxemburgs kam nicht in die Mannschaftswertung.
1936 gewann er die nationale Meisterschaft im Straßenrennen der Amateure. Den Grand Prix François Faber, das damals bedeutendste Etappenrennen für Amateure in Luxemburg gewann er 1935 vor Auguste Moneta. Beim Sieg von Edgar Buchwalder wurde er Achter im Amateurrennen bei den UCI-Straßen-Weltmeisterschaften 1936.
1936 gewann er die nationale Meisterschaft im Straßenrennen der Unabhängigen.